# Вежхуцинек
Вежхуцинек (пол. Wierzchucinek) — село в Польщі, у гміні Сіценко Бидґозького повіту Куявсько-Поморського воєводства.
Населення — 272 особи (2011).
У 1975-1998 роках село належало до Бидгощського воєводства.

## Демографія
Демографічна структура станом на 31 березня 2011 року:
|          | Загалом | Допрацездатний вік | Працездатний вік | Постпрацездатний вік |
| -------- | ------- | ------------------ | ---------------- | -------------------- |
| Чоловіки | 135     | 29                 | 94               | 12                   |
| Жінки    | 137     | 30                 | 79               | 28                   |
| Разом    | 272     | 59                 | 173              | 40                   |